# Herzberg (Mark)
Pour les articles homonymes, voir Herzberg.
Herzberg (Mark) est une commune allemande de l'arrondissement de Prignitz-de-l'Est-Ruppin, Land de Brandebourg.

## Géographie
Herzberg borde les contreforts du Rhinluch.
|           | Lindow (Mark)   | Vielitzsee       |
| Neuruppin | Herzberg (Mark) | Löwenberger Land |
|           | Kremmen         | Rüthnick         |

Herzberg (Mark) se trouve sur la Bundesstraße 167 et la gare sur la ligne de Löwenberg à Flecken Zechlin.

## Histoire
Dans la région de Herzberg, il y avait deux établissements slaves entre le XIe siècle et le XIIe siècle. Ils sont abandonnés avec la fondation de Herzberg. Herzberg est mentionné pour la première fois en 1365.

## Personnalités liées à la commune
- Eberhard Klunker (né en 1952), guitariste